# 바오산루역
바오산루역(宝山路, Baoshan Road Station)은 상하이시 자베이 구에 있는 쟈오퉁루(交通路)와 바요샨루(宝山路)에 있는 지하철 역이다. 상하이 지하철 3호선과 4호선이 같이 사용하는 고가 역이다.

## 개요
상하이 지하철 3호선과 4호선이 같이 사용하며, 환승할 수 있는 고가 역이다. 근처에 송후철로(淞沪铁路)가 지나간다.

## 주변
- 상하이 철로 박물관
- 상하이 북역(上海北站) - 철도

## 대중 교통
305, 306, 329, 502, 537, 928, 929

## 출구
- 1번 출구: 쟈오퉁루 남쪽, 바오산루 서쪽
- 2번 출구: 쟈오퉁루 남쪽, 1번 출구 서쪽

## 전후역
- 3호선
  - 상하이역 → 바오산루 → 둥바오싱루 역(东宝兴路)
- 4호선
  - 중탄루 역 → 바오산루 → 하이룬루 역(海伦路)

## 같이 보기
- 상하이 지하철